# Medway (Anglaterra)
Medway és una divisió administrativa del comtat de Kent (Anglaterra) del tipus autoritat unitària. Aplega una àrea de cinc ciutats Strood, Rochester, Chatam i Gillingham i Rainham, més altres poblacions menors. L'element físic que les uneix és el riu Medway. Es va crear el 1979 amb el nom de Rochester-upon-Medway, en substitució del Borough of Medway del 1974. Aquest territori està gestionat pel Medway Council. La idea era formar una entitat administrativa per gestionar els interessos comuns de les anomenades "ciutats del riu Medway", en termes d'igualtat i, després de moltes reunions i desacords es va aconseguir, sense poder evitar que Rochester destaqués, si més no, en el nom. A la pràctica, la gent prefereix emprar el nom de Medway en comptes del nom oficial Rochester-upon-Medway. Gairebé la meitat de l'autoritat unitària són parròquies situades en zones rurals. A causa de la seua ubicació estratègica en el pas sobre el riu, ha tingut una forta rellevància històrica per a Kent i Anglaterra; en són testimoni les restes romanes i infraestructures defensives com el castell de Rochester i el moll naval de Chatham, entre d'altres. Des del punt de vista religiós destaca la catedral de Rochester que és la segona més antiga de Gran Bretanya.
Geogràficament inclou els maresmes del nord de Kent, on hi ha diversos llocs declarats d'especial interès científic (SSSI). Altres àrees naturals protegides són Ranscombe Farm, on el paisatge dominant és roca de creta, i un bosc situat entre Strood i Cuxton, on es troben flors rares i orquídies.
El Medway està inclòs en el pla de desenvolupament del Thames Gateway (la boca del Tàmesi). Les universitats del Medway, són una col·laboració tripartita de: la Unniversitat de Greenwich, la Universitat de Kent i la Universitat Cristiana de Canterbury que ocupa un mateix campus a Chatham. Dins del districte també està la Universitat de les Arts Creatives, que té la seu a Rochester.

## Formació del territori administratiu
L'àrea del Medway té una llarga i variada història que originàriament va tenir com a centre la ciutat de Rochester, i posteriorment va estar més relacionada amb els establiments militars a Chatham i a Gillingham.
Rochester va ser un fortí que els romans anomenaven Durobrivae, que controlava el lloc on el riu Medway travessava el camí anomenat Watling Street (actualment ocupat per l'autovia A2). Rochester va ser després una ciutat emmurallada dels saxons, amb una seu bisbal. Els normands hi van construir un castell. La ciutat era freqüentada pels pelegrins que anaven de camí a veure la tomba de Thomas Becket, a Canterbury. Els peregrins travessaven el riu a prop de Cuxton.
Al llarg del segle xix van sorgir propostes d'unir les ciutats d'aquesta zona del Medway sota un mateix organisme administratiu. El primer pas va ser la creació el 1903 del Borough of Gillingham, al qual el 1928, es va annexar la parròquia de Rainham.
El 1944 es va crear un comitè per discutir la possibilitat d'unir ciutats del Medway, format per membres dels ajuntaments de: Chatham, Gillingham i Rochester. L'any 1948 la Comissió de Límits Locals va recomanar tirar endavant la proposta, però aquesta recomanació no es va portar a la pràctica. El 1956 el comitè abans esmentat va votar a favor i va invitar representants del consell del districte rural de Strood a participar-hi. L'any 1960, l'ajuntament de Rochester va proposar que la unió es limités a ser una annexió de municipis cap a la ciutat de Rochester, l'argument per defensar aquesta proposta era que Rochester ja havia obtingut des d'antic l'estatus de ciutat (city). Això va fer que els de Gillingham votessin en contra, ja que trencava amb la idea inicial d'unir en tremes d'igualtat les tres ciutats. El 9 de març, es va reunir el comitè per darrera vegada, amb els representants de Chatham votant per dissoldre el comitè i els de Rochester votant en contra. La decisió final va quedar en mans del president del comitè, Alderman Semple, que amb el seu vot de desempat va aprovar la moció presentada pels de Chatham.
Amb la llei de governs locals del 1972, l'1 d'abril del 1974 la ciutat de Rochester, la de Chatham i una part del districte rural de Strood van passar a formar part d'una entitat administrativa anomenada Borough of Medway, dins del comtat de Kent. Gillingham va quedar separada d'aquesta entitat. Amb tot, a l'àrea de l'antiga ciutat de Rochester se la continuaria anomenat ciutat ("City of Rochester") per raons històriques i protocol·làries. Per tant, encara que Rochester era ciutat, no tenia un regidor específic que la representés dins el nou organisme, ni tenia un alcalde. L'any 1979, aquesta entitat va ser rebatejada amb el nom de Rochester-upon-Medway i una llei del 1982 va transferir l'estatus de city a tota l'entitat.

## Història naval

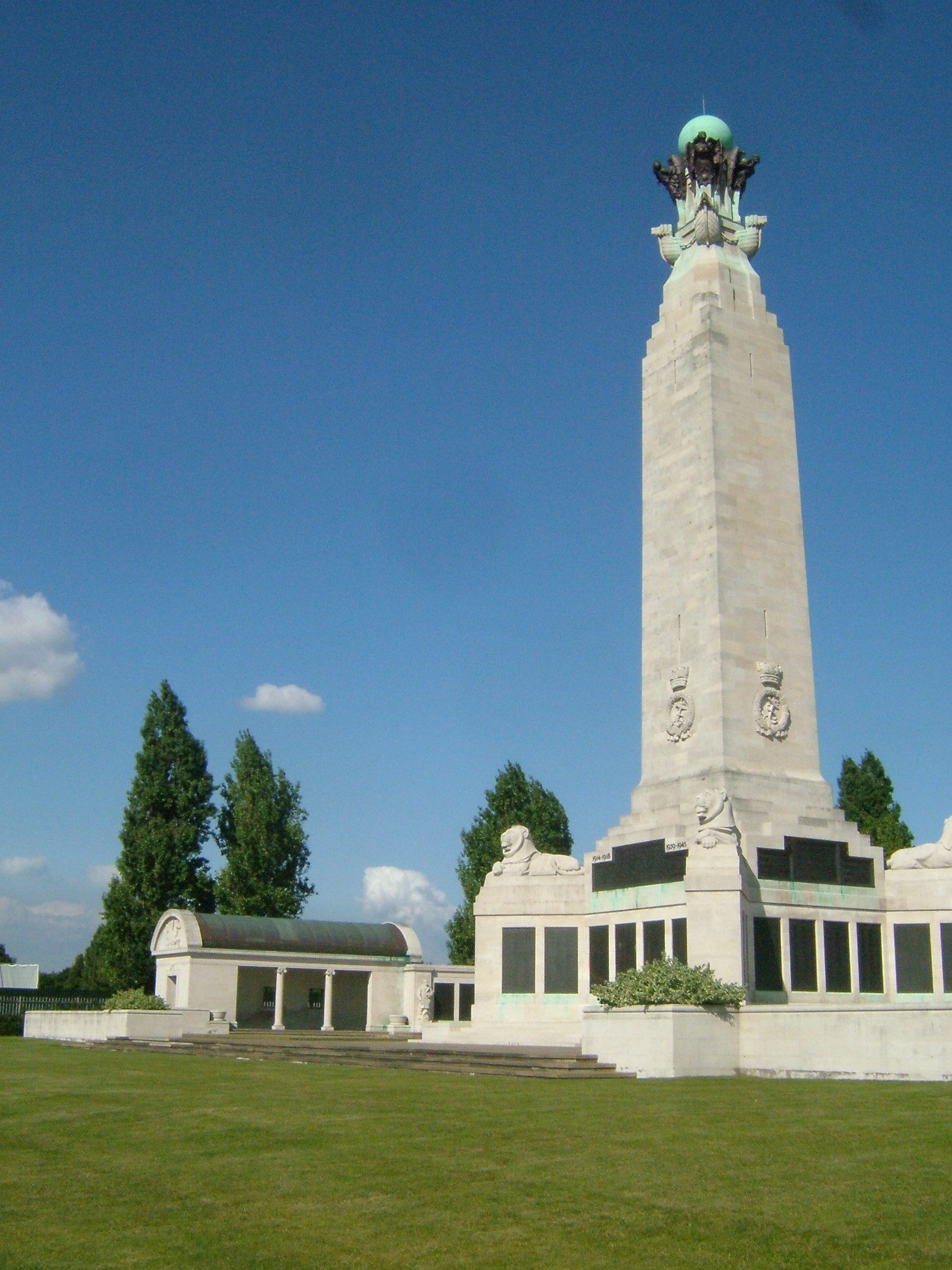
Monument als soldats de la marina anglesa morts durant les dues guerres mundials, situat a Chatam.

La marina britànica (Royal Navy) va crear unes drassanes durant el regnat d'Enric VIII que,[citation needed] encara que porta el nom de Chatham, dos terços de la base estan situats a Gillingham. Posteriorment s'hi va afegir una base naval. Aquestes drassanes van tancar el 1984, amb la pèrdua de vuit mil llocs de treball, ja que moltes empreses locals en feien de subministradors. La base estava protegida per un seguit de fortificacions, entre les quals estaven: Fort Amherst, Fort Pitt i Fort Borstal. La major part dels edificis que se'n conserven són d'estil georgià. Va ser aquí on el vaixell amb què l'almirall Nelson va salpar cap a Trafalgar, es va construir el 1765. Francis Drake va fer el seu aprenentatge a l'escola de capacitació del Medway; John Hawkins va fundar un hospital a Chatham per a marins, i Nelson va iniciar als 12 anys el seu servei militar. El riu estava protegit amb construccions com el castell d'Upnor, que segons uns relats el 1667 va aturar l'atac dels holandesos, i segons d'altres el comandant en veure la dificultat que suposava passar il·lès davant d'aquest castell, va fer marxa enrere sense que hi hagués intercanvi de foc.

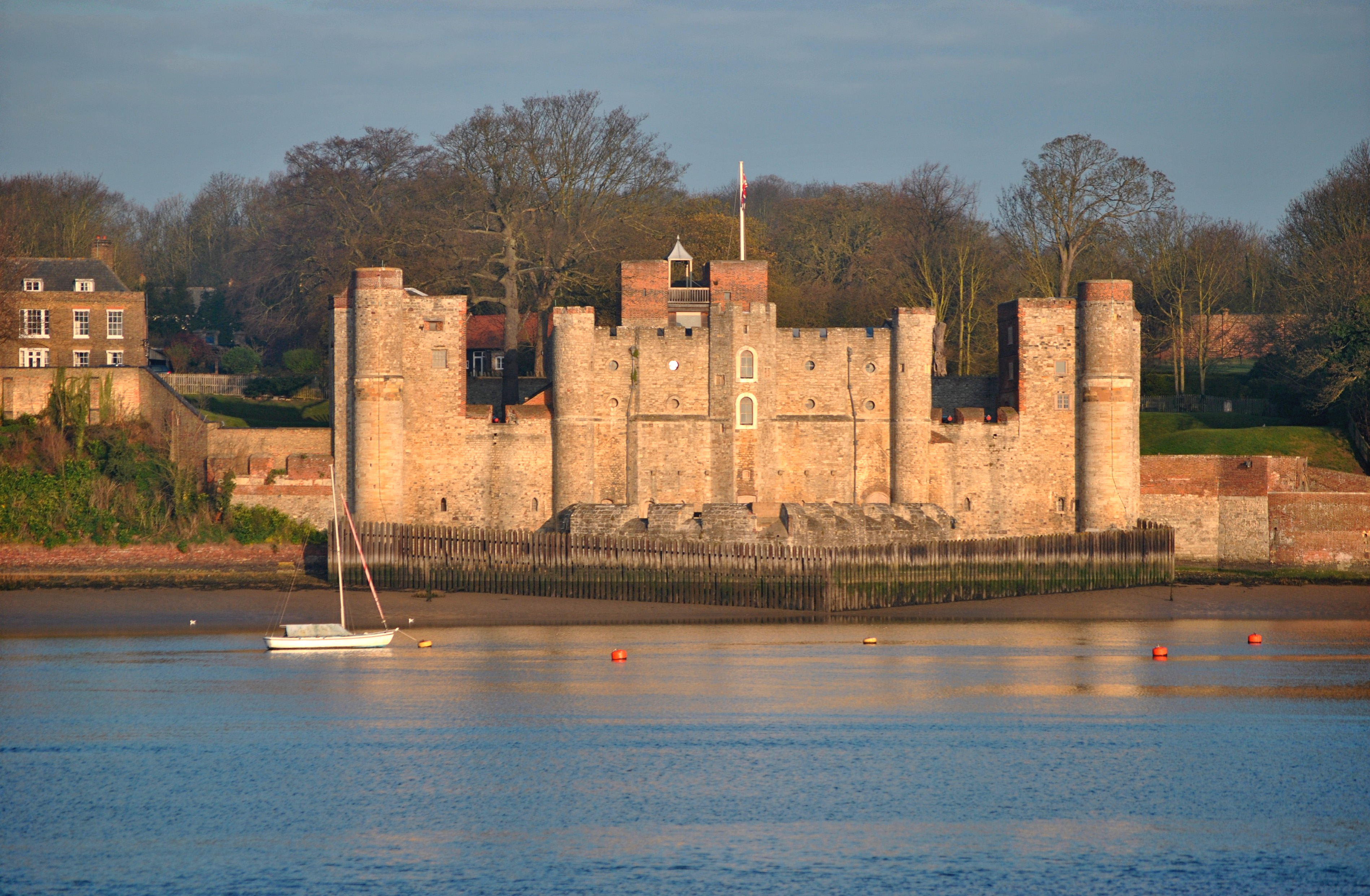
Castell d'Upnor

Una altra nau de guerra construïda a Chatham que encara existeix, és la HMS Unicorn (una fragata de 46 canons) acabada el febrer del 1822 i batejada el 30 de març del 1824. No va estar mai en servei actiu i va ser restaurada el 2005 per a conservar-la a Dundee, Escòcia.
El 25 de novembre del 1914 el cuirassat HMS Bulwark estava amarrat al norai número 17 de Kethole, un embarcador del riu Medway. Transportava carbó des de la base aèria de Kingsnorth, a l'illa de Grain,i estant aturat, es va produir una explosió interna (probablement causada per la càrregues de cordita emmagatzemada a la sala de calderes, separada només per una mampara, sense seguir la normativa específica sobre aquest material) va asclar la nau. L'explosió va matar 745 soldats i 51 oficials, que van ser enterrats al cementiri de Gillingham. Cinc dels 14 supervivents van morir més tard a causa de les ferides i gairebé tota la resta va tenir seqüeles per les ferides. El pet de l'explosió es va poder sentir des de 30 km.
En menys de sis mesos hi va haver una segona explosió, aquesta vegada va ser la nau Princess Irene, un vaixell amb capacitat per a 1.500 persones que havia estat construït a Dumbarton (Escòcia) l'any 1914 per encàrrec de l'empresa Canadian Pacific, però que abans de sortir del Regne Unit va ser llogada per l'exèrcit britànic i batejada amb el nom de HMS Princess Irene, per emprar-la com a minador. Després de diverses missions, el van tornar a la base del Medway per fer una revisió. El matí del 27 de maig del 1915 una gran explosió interna va asclar el vaixell. La proa va quedar escampada pels pobles de la rodalia, juntament amb cossos dels que estaven a dins. En van morir 278 persones, entre les quals 78 eren treballadors de les poblacions veïnes. La investigació va concloure que la càrrega de mines la va fer personal sense experiència i a pressa feta; es va fer responsable a un oficial de primera.
L'exèrcit de terra (British Army) i els sapadors (Royal Engineers) també van tenir oficines a Gillingham.
Actualment hi ha un museu a Chatam dedicat als Royal Marines.

## Demografia
La població del districte segons el cens del 2001 era de 249.488 habitants, dels quals el 49% eren homes i el 51% homes. La majoria viuen a Chatham (70.540 hab.) i a Gillingham (99.773 hab.).
El tancament de la base militar va suposar la pèrdua d'uns 20.000 llocs de treball. El juny del 2005 l'atur va assolir el 2,3%, un total de 3.678 persones. La major part de les persones amb feina t, unes 160.000 persones, treballen fora del districte, sobretot a Londres, per la facilitat de transport.